# Rezerwat przyrody Wąwóz w Skałach

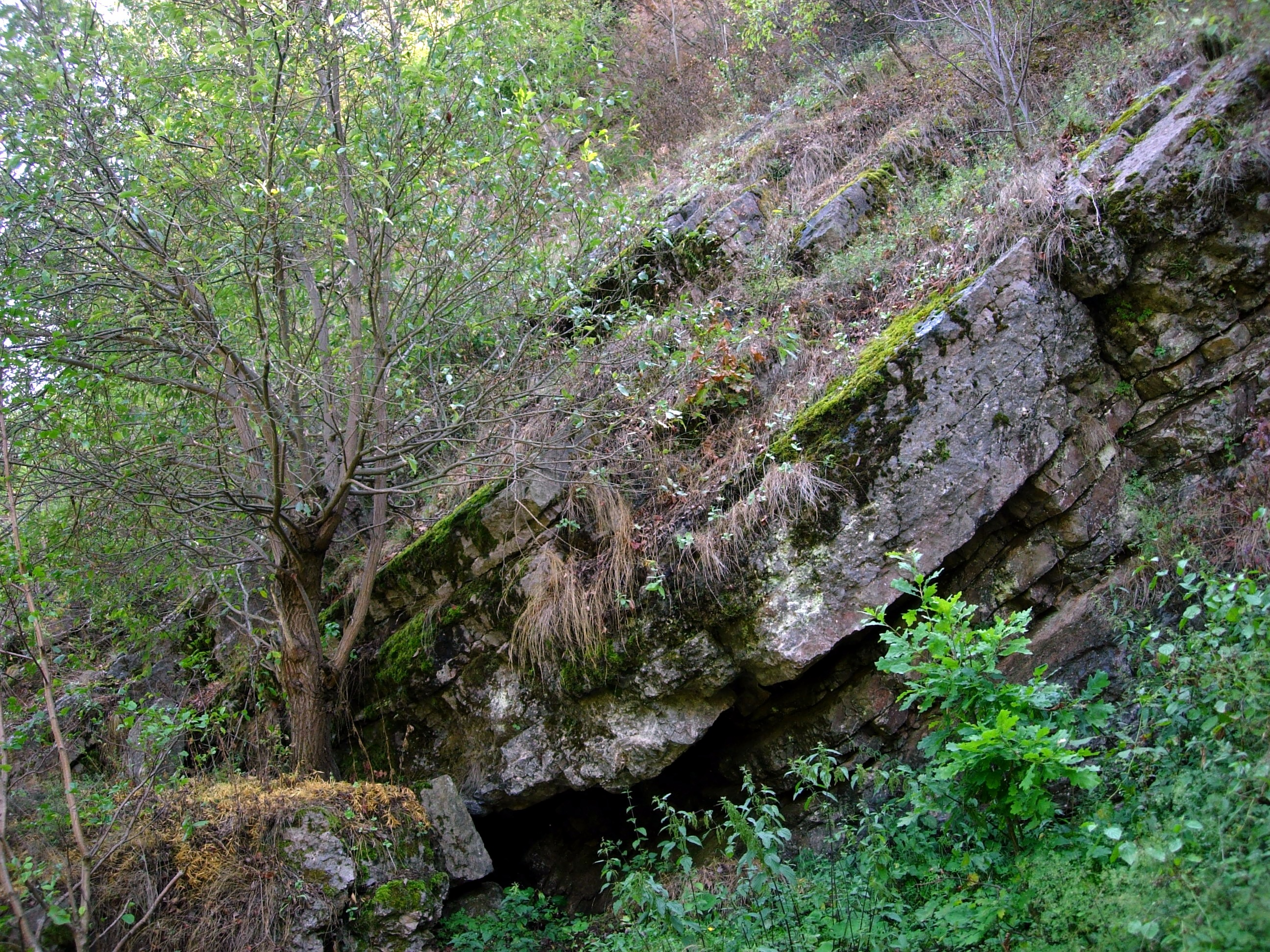
Południowe zbocze wąwozu

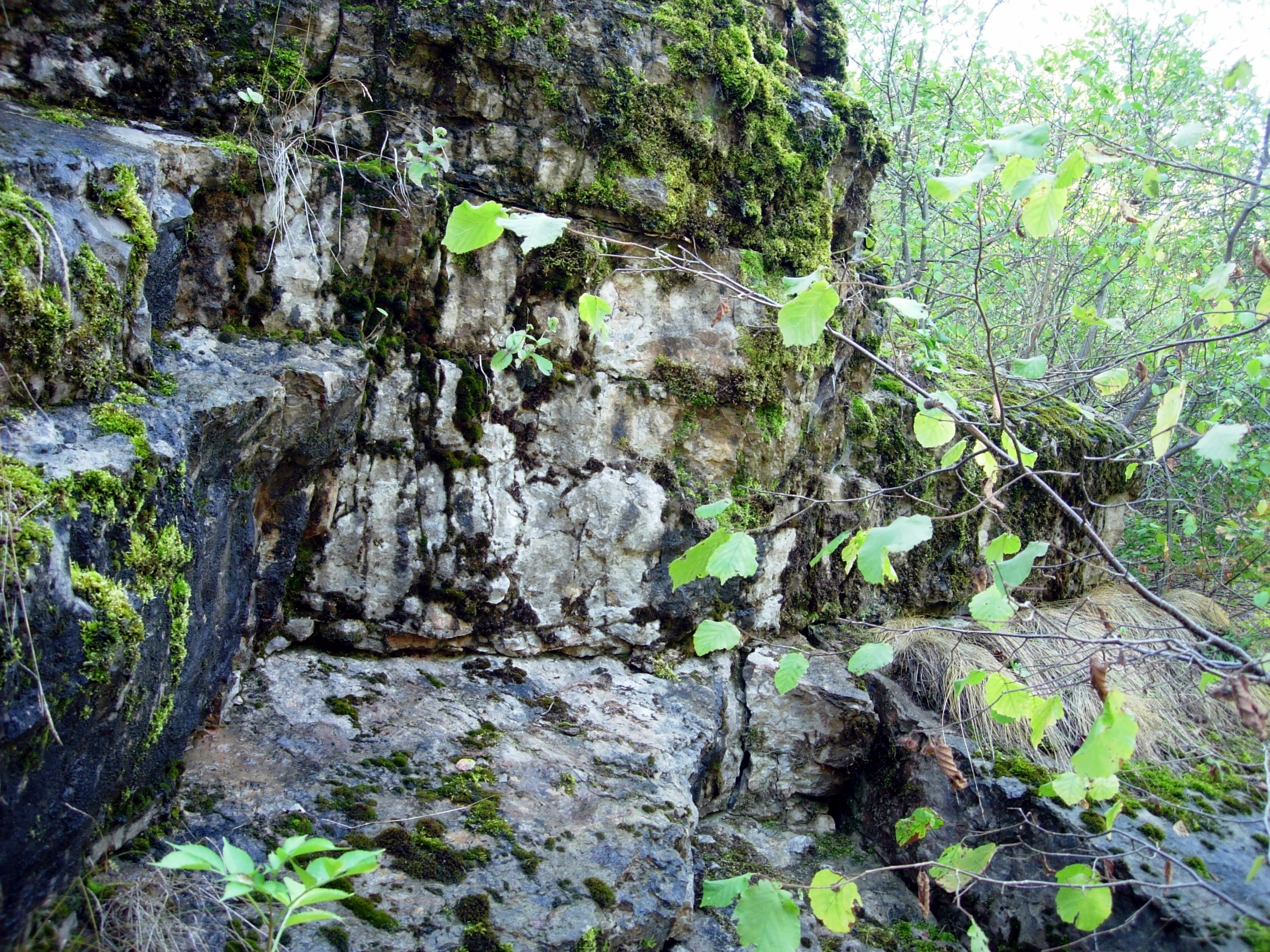
Skały na południowym zboczu

Rezerwat przyrody Wąwóz w Skałach (do 2017 roku Wąwóz w Skałkach) – rezerwat przyrody nieożywionej w gminie Waśniów w powiecie ostrowieckim oraz w gminie Nowa Słupia w powiecie kieleckim (województwo świętokrzyskie). Znajduje się w otulinie Jeleniowskiego Parku Krajobrazowego.
- Powierzchnia: 3,01 ha[2] (akt powołujący podawał 3,18 ha)
- Rok utworzenia: 1994
- Dokument powołujący: Zarządz. MOŚ ZNiL z 19.10.1994, MP. 56/1994, poz. 484
- Numer ewidencyjny WKP: 052[3]
- Charakter rezerwatu: częściowy (podlega ochronie czynnej[4])
- Przedmiot ochrony: odsłonięcie dolomitów środkowodewońskich, morfologia i roślinność wąwozu

Rezerwat ulokowany jest w głębokim na 30 m wąwozie o stromych zboczach. Znajdują się tu wychodnie dolomitów i wapieni dewońskich. Występują tu unikatowe skamieniałości koralowców, stromatoporoidów, ślimaków oraz brachopodów.
Północne zbocza wąwozu porastają murawy naskalne i kserotermiczne. Bezpośrednio na skałach rosną m.in. rojnik pospolity, czosnek skalny, kostrzewa blada, zanokcica murowa, pajęcznica gałęziasta, oman szerokolistny, ciemiężyk pospolity oraz czyściec prosty. Ponadto u podnóża skał występują: szałwia łąkowa, jastrzębiec kosmaczek oraz wilczomlecz sosnka.
Południowa część wąwozu częściowo porośnięta jest lasem liściastym. Rosną tu leszczyna, lipa, grab oraz osika. Występują tu także m.in. bluszcz pospolity, groszek wiosenny i konwalia majowa. Murawy kserotermiczne zamieszkiwane są przez wiele gatunków pająków, owadów i ślimaków.
Rezerwat od strony północnej sąsiaduje z czynnym kamieniołomem w Skałach.